# Megagrapha europaea
Megagrapha europaea is een vliegensoort uit de familie van de Hybotidae. De wetenschappelijke naam van de soort is voor het eerst geldig gepubliceerd in 2001 door Papp & Foldvari.